# Верниковские
Род Верниковских (Wiernikowski) — польский дворянский (шляхетский) род. Известная династия униатского духовенства. Родовой герб - герб Янина.

## Первый представитель рода Верниковских
Первый достоверно известный представить рода - Себастьян Верниковский (конец XVII века, начало XVIII века).
Дети Себастьяна Верниковского: Ян (умер в 1763) и Леанард-Марцін (род. 1737).
Место жительства - Игуменский уезд Минского повета. Административная единица в составе Минского воеводства Великого княжества Литовского  (затем — Речи Посполитой). Центр — город Игумен.
От Себастьяна Верниковского ведется прямая родовая ветвь ко всем Верниковским.

## История
Род Верниковских уже существовал в Речи Посполитой (конец XVII века, начало XVIII века) (а именно в Игуменском уезде Минского воеводства).
в 1793 году в ходе второго раздела Речи Посполитой вся территория Минского воеводства была присоединена к Российской империи.
в 1793 - 1919 Игуменский уезд входит в состав Минской губернии (Минская губерния в составе Российской империи и СССР).
с 1919 г. по настоящее время территория Игуменского уезда входит в состав Республики Белоруссия.
в 1924 году Игуменский уезд упразднен.
В настоящее время большинство представителей рода Верниковских живут в России, Республике Белоруссия и Польше.

## Некоторые известные представители
- Леанард-Марцін Себастьянович  (род. 1737) — священник униатской церкви, минский декан с 1763-1766.
- Ян Тамашевич  (род. 1743) — генерал возный Минского уезда.
- Самуэль Янавич  (род. 1726) — священник униатской церкви в д. Засулле Минского уезда.
- Карнэль Янавич  (род. 1754) — священник униатской церкви заст. Самахваловичи, декан минский.
- Фларыян Леонидович (род. около 1761) — священник униатской церкви в. Рудица
- Павел Михайлович (род. 1744) — священник униатской церкви заст. Рубежевичи
- Доминик Корнеевич (род. 1780) — губернский секретарь, слуцкий уездный землемер
- Леон Корнеевич (род. 1788) — священник униатской церкви в в. Засулле
- Винцент Васильевич (род. 1776) — служил в лейб-гвардии гусарским полке, коллежский регистратор (1801)
- Клеменс Васильевич (род. 1778) — священник униатской церкви в в. Чикі
- Ян Васильевич (род. 1784) — капеллан в часовне Перетрутовичи, Речицкого уезда
- Игнат-Стефан Флорианович (род. 1788) — регент минских присутствующих мест
- Игнат Павлович (род. 1770) — священник униатской церкви в в. Петевщина (Минского уезда), экзаменатор Минского деканата.
- Ипаллит-Апаллон Леонович (род. 1815) — канцелярист минской казённой палаты (1835-1848)
- Александр-Василий Леонович (род. 1817) — штабс-ротмистр и смотритель 4-го квартала мещанской части гор. Москвы.
- Игнат-Казимир Казимирович (род. 1819) — участник восстания 1863—1864, сослан в Сибирь[2], после 1871 жил в г. Мариинск Томской губернии. Умер в 1874 по дороге на родину.
- Юзеф Казимирович (род. 1824) — коллежский регистратор (1854)
- Мельхиор Игнатьевич (род. 1923) — ветеран ВОВ. Награжден медалями "За отвагу" и "За оборону Сталинграда".

## Спасылкі
1. ↑  Гербоўнік беларускай шляхты. — т. 3: в / Д. ч. матвейчык [і інш.]; навук. рэд. а. рахуба. — мінск: беларусь, 2014. — 647 с.
2. ↑  Списки участников восстания | Архивы Беларуси. archives.gov.by. Дата обращения: 21 сентября 2017. Архивировано 22 сентября 2017 года.